# كيث لوكهارت
كيث لوكهارت (بالإنجليزية: Keith Lockhart)‏ هو لاعب كرة قاعدة أمريكي، ولد في 10 نوفمبر 1964 في ويتير في الولايات المتحدة.

## وصلات خارجية
- كيث لوكهارت على موقع دوري كرة القاعدة الرئيسي (الإنجليزية)
- كيث لوكهارت على موقعبيزبول رفرنس.كوم (الدوري الرئيسي) (الإنجليزية)
- كيث لوكهارت على موقعبيزبول رفرنس.كوم (الدوري الثانوي) (الإنجليزية)
- كيث لوكهارت على موقع إي إس بي إن.كوم (أم.أل.بي) (الإنجليزية)
- كيث لوكهارت على موقع مشجعي الرسوم البيانية (الإنجليزية)